# Compus de zece prisme hexagonale
În geometrie compusul de zece prisme hexagonale este un compus poliedric uniform realizat dintr-un aranjament simetric de 10 prisme hexagonale, aliniate într-un aranjament cu axele de simetrie de rotație ale unui icosaedru (Ih).
Are indicele de compus uniform UC39.

## Mărimi asociate

### Coordonate carteziene
Coordonatele carteziene ale vârfurilor acestui compus sunt toate permutările ciclice ale
{\displaystyle \left(\,\pm {\sqrt {3}},\,\pm (\varphi ^{-1}-\varphi {\sqrt {3}}),\,\pm (\varphi +\varphi ^{-1}{\sqrt {3}})\,\right)}
{\displaystyle \left(\,\pm 2{\sqrt {3}},\,\pm \varphi ^{-1},\,\pm \varphi \,\right)}
{\displaystyle \left(\,\pm (1+{\sqrt {3}}),\,\pm (1-\varphi {\sqrt {3}},\,\pm (1+\varphi ^{-1}{\sqrt {3}})\,\right)}
{\displaystyle \left(\,\pm (\varphi -\varphi ^{-1}{\sqrt {3}}),\,\pm {\sqrt {3}},\,\pm (\varphi ^{-1}+\varphi {\sqrt {3}})\,\right)}
{\displaystyle \left(\,\pm (1-\varphi ^{-1}{\sqrt {3}}),\,\pm (1-{\sqrt {3}}),\,\pm (1+\varphi {\sqrt {3}})\,\right)}
unde {\displaystyle \varphi ={\frac {(1+{\sqrt {5}})}{2}}} este secțiunea de aur.

### Volum
Următoarea formulă pentru volum V este stabilită pentru lungimea laturilor tuturor poligoanelor (care sunt regulate) a:
{\displaystyle V=15{\sqrt {3}}\,a^{3}\approx 25,980762~a^{3}.}